# حسام نصراوين
حسام نصراوين هو رجل أعمال أردني فرنسي . وهو الرئيس الحالي ومؤسس منظمة قادة الأعمال العرب غير الربحية ("ABL")، والرئيس التنفيذي لشركة الخليج للتنمية  ومدير في Groupement du Patronat Francophone. وهو أيضًا متحدث دولي.

## التعليم
حصل نصراوين على درجة الماجستير في التمويل من كلية أودينسيا للأعمال  (فرنسا) ودرجة الماجستير في الاقتصاد البيئي من جامعة باريس نانتير.

## المسيرة المهنية
أطلق نصراوين شركة منظمة قادة الأعمال العرب في عام 2011. الهدف الرئيسي للمنظمة هو تشجيع مبادرات الأعمال وريادة الأعمال في الشرق الأوسط. يدعم من منظمة قادة الأعمال العرب رواد الأعمال في منطقة الشرق الأوسط وشمال أفريقيا من خلال برنامج إرشادي ومنصة استثمارية تربط بين رواد الأعمال ورجال الأعمال المغامرين. وهي اليوم نشطة في 37 دولة.
عام 2016 أطلق نصراوين شركة الاستثمار والاستشارات GDC Partners. وهو يعمل كرئيس تنفيذي. تستثمر الشركة في مشاريع في أوروبا ومنطقة الشرق الأوسط وشمال أفريقيا وتقدم المشورة للشركات العالمية لتأسيس أعمالها في دول الخليج العربي.
في مارس 2019 تم تعيينه من قبل الرئيس جان لو بلاشييه، نائبًا لرئيس منطقة الشرق الأوسط في Groupement du Patronat Francophone، وهي الجمعية الفرنسية الرسمية التي تهدف إلى تعزيز المبادرات التجارية بين البلدان الناطقة بالفرنسية والبلدان الفرانكوفونية.
كان ايضا الشريك الإداري لشركة ميد إيست كابيتال، وهي شركة استشارية مقرها دبي.

## تعزيز ريادة الأعمال
خلال خطاباته في غرفة التجارة الفرنسية العربية في باريس في يونيو 2017 وفي جامعة أكسفورد في يوليو 2017،  اعتبر نصراوين أن ريادة الأعمال هي الحل الرئيسي لحل مشكلة البطالة في منطقة الشرق الأوسط وشمال أفريقيا. في مقال نُشر في مجلة Entrepreneur في أغسطس 2017، قام بتحليل التدابير التي ينبغي للحكومات في منطقة الشرق الأوسط وشمال أفريقيا اتخاذها لتحسين النظام البيئي لريادة الأعمال، مثل تحسين فرص الحصول على التمويل من خلال الضمانات الحكومية للبنوك، والاستثمارات المشتركة بين القطاعين الخاص والعام، والحوافز الضريبية للشركات الناشئة، وتحسين فرص الحصول على التعليم، والقوانين للحماية من الإفلاس، ودور أقوى للمرأة.

## التعاون الدولي
دعا نصراوين في مقالة له إلى تعزيز التعاون بين أوروبا وأفريقيا والشرق الأوسط من خلال "شراكة ثلاثية". ويدعم المستثمرون من منطقة الخليج الشركات الأوروبية لإيجاد أسواق جديدة والنمو في أفريقيا - المنطقة الأسرع نمواً في العالم - بشكل رئيسي من خلال المشاريع المشتركة مع الكيانات المحلية.
ويشارك أيضًا في الحوارات الثقافية بين أوروبا وأفريقيا والشرق الأوسط. وخلال مقابلة على التلفزيون الفرنسي في عام 2015، ذكر أن الدول العربية يجب أن تركز أكثر على التواصل وبشكل أساسي على مساعدة بقية الدول على فهم ثقافتها، الأمر الذي من شأنه أن يساهم ليس فقط في السلام ولكن أيضًا في تعزيز العلاقات التجارية.

## الجوائز والتميز
- جائزة مجلة القيادة الأفريقية لعام 2012 (دبي)[17]